# Pfarrkirche Neukirchen am Walde

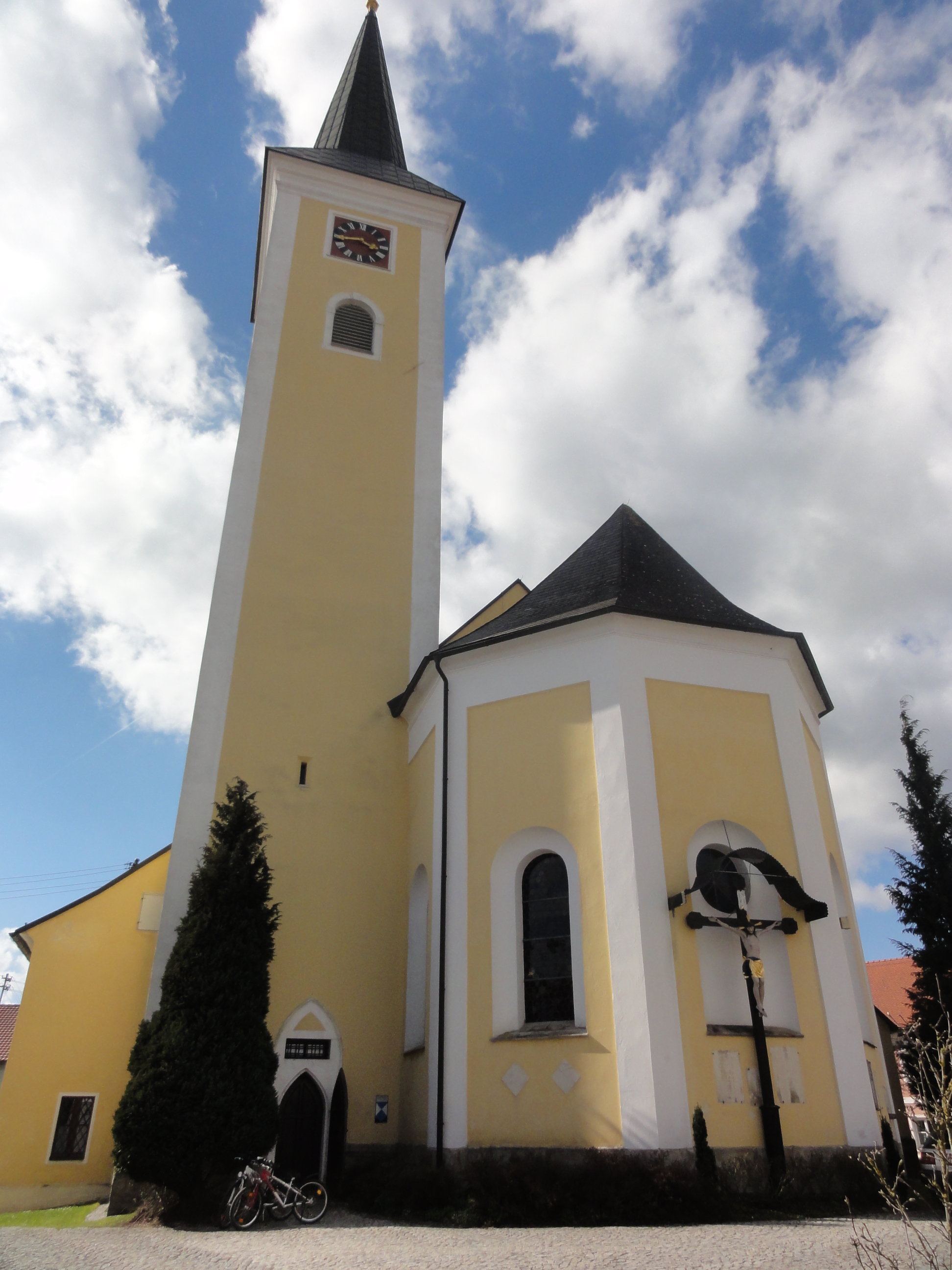
Kath. Pfarrkirche hl. Johannes der Täufer in Neukirchen am Walde

Die römisch-katholische Pfarrkirche Neukirchen am Walde steht im Ort Neukirchen in der Marktgemeinde Neukirchen am Walde im Bezirk Grieskirchen in Oberösterreich. Die auf den heiligen Johannes der Täufer geweihte Kirche gehört zum Dekanat Peuerbach in der Diözese Linz. Die Kirche steht unter Denkmalschutz.

## Geschichte
Südlich am Langhaus der spätgotischen Kirche wurde 1668 ein barockes Seitenschiff als Kapelle hl. Bernhard angebaut.

## Architektur
Die spätgotische Hallenkirche hat ein dreischiffiges vierjochiges Langhaus. Da sich die Fenster in den Pfeilerachsen befinden entstand ein eigenartiges gegenständiges dreisterniges Rippengewölbe. Der eingezogene einjochige mit einer Pendentifkuppel gewölbte Chor schließt mit einem innen ausgerundeten Dreiachtelschluss. Die dreiachsige zweijochige Westempore ist netzrippenunterwölbt. Der Turm im südlichen Chorwinkel trägt einen Spitzhelm. Die fünfjochige Kapelle im Süden des Langhause hat Stichkappentonnengewölbe und Stuckleisten. Das Süd- und Westportal und Sakristeiportal sind gotisch. Die Sakristei ist netzrippengewölbt.

## Ausstattung
Den Hochaltar baute 1765/1766 Franz Stadler und zeigt ein Hochaltarbild Taufe Christi von Bartolomeo Altomonte (1766). Die Seitenaltäre sind neuromanisch. Die Rokoko-Kanzel entstand um 1770. Ein figuraler Kruzifix und die Schmerzhafte Muttergottes im Langhaus sind aus dem dritten Viertel des 18. Jahrhunderts. Der Altar der Bernhardskapelle ist aus dem dritten Viertel des 17. Jahrhunderts und zeigt ein Gemälde Enthauptung der hl. Barbara.
Ein Wappenepitaph S. Friedrich von Neidhart mit 1689 ist im Chor.